# Help - Hilfe zur Selbsthilfe
Help – Hilfe zur Selbsthilfe est une organisation humanitaire non gouvernementale basée à Bonn. Depuis 1981, elle s'engage dans le monde entier en faveur des personnes dans le besoin. Au cœur de son action se trouve l'aide à l'autonomie. De plus, Help s'implique également dans l'aide d'urgence et la gestion des catastrophes, et intervient régulièrement lors de tremblements de terre, de tsunamis et de tempêtes.
En 2023, Help a généré des revenus s'élevant à 71 085 199 d’euros.

## Histoire
Help a été fondée le 15 juillet 1981 par des députés de tous les partis alors représentés au Bundestag ainsi que par des personnalités du monde scientifique et religieux. Le conseil d'administration est composé de représentants de ces groupes sociaux. La création de l'organisation a été motivée par la vague de réfugiés déclenchée par l'invasion soviétique en Afghanistan en 1979. Dans les premières années, Help a travaillé exclusivement pour les réfugiés au Pakistan.
Dans le cadre de cette aide, l'association a notamment fourni du lait aux enfants réfugiés, assuré des soins médicaux aux réfugiés, parfois dans ses propres cliniques et ses postes de santé, financé des écoles et des centres de formation professionnelle, et distribué des vêtements et des chaussures. C’est ainsi que Help a commencé sous le slogan « Les Allemands aident l'Afghanistan » et a collecté pour la première fois des dons pour les réfugiés. Avec l'argent collecté, l'organisation humanitaire a soutenu le Verein für Afghanistan-Förderung (VAF). Depuis lors, Help est basé à Bonn, où l'organisation occupe des locaux du VAF, et a démarré avec quatre employés permanents,.
En 1983, Help a élargi ses activités d'aide et a mis en œuvre des projets au Pakistan et en Iran pour l'aide alimentaire et les soins médicaux. Pour la première fois, les employés de Help ont reçu des subventions d'institutions publiques telles que le ministère des Affaires étrangères ou la Fondation d'aide aux réfugiés.
Au début des années 1990, l'association s'est déjà engagée à l'échelle mondiale. Au départ (en 1990), elle a travaillé en Roumanie pour les personnes handicapées, puis dans plusieurs pays d'Afrique, d'Europe du Sud-Est et d'Asie. De plus, Help a commencé en 1991 à soutenir des réfugiés chiites et kurdes en Iran et a distribué de la nourriture à la frontière irako-iranienne. Après des catastrophes naturelles ou des conflits armés, Help a élargi son offre d'aide à de nouveaux pays de projet. L'association a été active avec ses projets d'aide notamment pendant la guerre de Bosnie (1992),, la guerre du Kosovo (1998), la deuxième guerre de Tchétchénie (1999), après le tremblement de terre en Inde (2001), lors de la famine au Zimbabwe (2002), pendant la guerre en Irak (2003), après le tsunami au Sri Lanka (2004), le tsunami en Indonésie (2006), après les inondations en Asie du Sud (2007), lors de l'épidémie de choléra au Zimbabwe (2008), après le tremblement de terre en Haïti (2010), après le tsunami suivi d'une catastrophe nucléaire au Japon (2011), pendant la guerre civile en Syrie (2011), après le tremblement de terre au Népal (2015) et lors de l'escalade de la guerre en Ukraine (2022).
En 2007, Help était membre fondateur de l'Alliance climatique d'Allemagne, où des représentants de l'Église catholique et protestante, des organisations d'aide et de développement, ainsi que d'autres organisations se sont unis pour lutter ensemble contre le changement climatique. De plus, Help est membre depuis sa création en 2001 du regroupement d'organisations d'aide allemandes Aktion Deutschland hilft.
En 2013, l'association Eurosolar a décerné à Help le prix solaire 2013 pour son installation de potabilisation d'eau fonctionnant à l'énergie solaire au Tchad,. La même année, Help a également fourni une aide humanitaire dans son propre pays pour la première fois, lorsque les rivières Elbe, Danube et Saale ont débordé et provoqué des inondations. En 2021 aussi, Help a apporté son aide lors de la catastrophe d'inondation en Allemagne et a soutenu au total 44 associations à but non lucratif et social ainsi que des écoles et des jardins d'enfants.

## Objectifs et mode de fonctionnement
Selon le principe de "l'aide à l'auto-assistance", Help soutient les efforts des personnes touchées par des catastrophes, des persécutions ou des situations d'urgence pour améliorer leurs conditions de vie par leurs propres moyens,. Cela inclut des mesures de sécurité économique ainsi que la stimulation d'activités économiques et le renforcement des forces de la société civile. C'est pourquoi Help collabore avec des organisations partenaires sur le terrain et implique les participants locaux dans la planification et la mise en œuvre des programmes. Grâce à des projets d'aide à long terme, Help vise à permettre aux personnes dans le besoin de subvenir elles-mêmes à leurs besoins. En coopération avec les personnes concernées, les conditions de vie doivent être améliorées de manière durable,.
Après l'aide d'urgence initiale, un engagement à plus long terme pour la reconstruction de tous les domaines de la vie suit généralement, notamment en matière de santé et d'approvisionnement en eau, de sécurité alimentaire et économique, ainsi que d'éducation et de formation. L'objectif a toujours été et reste le renforcement de l'autonomie et de la résilience des communautés touchées,.
Les domaines d'intervention de Help comprennent, en plus de l'aide d'urgence, la reconstruction, la prévention des catastrophes, l'aide aux réfugiés, l'approvisionnement en eau, la sécurité alimentaire et les soins de santé, ainsi que l'éducation, le revenu et la protection du climat.
Help s'engage dans plus de 20 pays avec des projets d'aide, notamment en Ukraine, en Syrie, au Yémen, en Afghanistan, au Soudan du Sud et en Bosnie-Herzégovine,.

## Structure organisationnelle
Depuis 2021, Georg Kippels (député CDU) est président du conseil d'administration de Help. Ute Vogt (députée SPD) et Ottmar von Holtz (député Bündnis 90/Die Grünen) sont ses représentants. La directrice générale de l'association est Bianca Kaltschmitt, et le secrétaire général est Thorsten Klose-Zuber.
En 2023, Help a généré des revenus s'élevant à 71 085 199 d’euros, dont 63 459 823 d’euros ont été directement investis dans des projets. L'association employait 64 personnes en Allemagne en 2023 et comptait un effectif de 587 personnes à l'échelle mondiale. De plus, 30 membres bénévoles se sont engagés auprès de Help.

## Financement et transparence
Help finance des projets grâce à des dons et des subventions publiques. L'association est enregistrée en tant qu'organisation à but non lucratif auprès du tribunal de Bonn et a été reconnue comme éligible au financement par l'administration fiscale de Bonn. Les principaux bailleurs de fonds publics sont le ministère des Affaires étrangères, le ministère fédéral de la Coopération économique et du Développement (BMZ), la Direction générale de l'aide humanitaire de la Commission européenne (ECHO), la Commission européenne et le Programme alimentaire mondial des Nations Unies (PAM).
Help publie chaque année un rapport annuel dans lequel tous les revenus et dépenses sont détaillés, et reçoit depuis son introduction en 1992 le label DZI pour les dons délivré par l'Institut central allemand pour les questions sociales (DZI).
Help est membre du Conseil allemand des dons et a reçu son certificat de don en 2020. L'association est également signataire de la déclaration d'engagement de l'Initiative pour une société civile transparente.
En 2008, l'association a atteint plus de 75 % des points possibles pour le prix de transparence décerné par PricewaterhouseCoopers, mais n'a pas pu se qualifier pour la finale.

## Partenaires
Help avait en 2021 plus de 70 organisations locales ainsi que de nombreuses communes comme partenaires. Parmi les institutions partenaires figurent des fondations, des ambassades allemandes, des ministères fédéraux, des associations et des institutions européennes.
L'association est membre d'Aktion Deutschland Hilft, une coalition d'organisations humanitaires allemandes qui fournissent ensemble une aide en cas de catastrophes et de situations d'urgence à l'étranger. Help est aussi membre à part entière de Venro, une association volontaire regroupant environ 120 organisations non gouvernementales allemandes actives dans le domaine du développement et de l'aide humanitaire.
Depuis 2018, Help soutient, aux côtés d'autres ONG, le think tank allemand pour l'aide humanitaire, le Centre for Humanitarian Action.